# Hiszpania na Letnich Igrzyskach Olimpijskich 1984
Hiszpanię na Letnich Igrzyskach Olimpijskich 1984 w Los Angeles reprezentowało 179 zawodników: 163 mężczyzn i 16 kobiet. Był to 15. start reprezentacji Hiszpanii na letnich igrzyskach olimpijskich.
Najmłodszym hiszpańskim zawodnikiem na tych igrzyskach była 14-letnia gimnastyczka, Laura Muñoz, natomiast najstarszym 60-letni strzelec, Luis del Cerro.

## Zdobyte medale
| Medal    | Zawodnik | Dyscyplina      | Konkurencja                  | Data        |
| -------- | --- | --------------- | ---------------------------- | ----------- |
| · Złoto  | Luis Doreste Blanco Roberto Molina Carrasco | · Żeglarstwo    | Klasa 470                    | 8 sierpnia  |
| · Srebro | Luis María Lasúrtegui Fernando Climent Huerta | · Wioślarstwo   | Dwójka bez sternika mężczyzn | 5 sierpnia  |
| · Srebro | Fernando Romay Juan Antonio San Epifanio Ignacio Solozábal José López José Margall Fernando Martín Espina Juan de la Cruz Andrés Jiménez José Llorente Fernando Arcega José Beirán Juan Corbalán | · Koszykówka    | Turniej mężczyzn             | 10 sierpnia |
| · Brąz   | José Manuel Abascal | · Lekkoatletyka | Bieg na 1500 m mężczyzn      | 11 sierpnia |
| · Brąz   | Narcisco Suárez Enrique Miguez | · Kajakarstwo   | C-2 500 m mężczyzn           | 10 sierpnia |